# Vysílač Harusův kopec
Televizní dokrývač Harusův kopec se nachází na stejnojmenném vrchu, poblíž obce Radňovice, v nadmořské výšce 741 m n. m.
Televizním signálem pokrývá především severovýchodní část kraje Vysočina. Kromě televizního vysílače a ostatních radioreléových spojů jsou zde umístěny i základnové stanice (BTS) mobilních operátorů O2, T-Mobile a Vodafone.

## Vysílané stanice

### Televize
Z Harusova kopce jsou vysílány následující televizní multiplexy:
|        | Multiplex    | Kanál | Kmitočet | Výkon (ERP) | Polarizace   |
| ------ | ------------ | ----- | -------- | ----------- | ------------ |
| DVB-T2 | Multiplex 21 | 26    | 514 MHz  | 0,1 kW      | horizontální |
| DVB-T2 | Multiplex 22 | 28    | 530 MHz  | 0,1 kW      | horizontální |
| DVB-T2 | Multiplex 23 | 35    | 586 MHz  | 0,1 kW      | horizontální |

## Ukončené vysílání

### Analogová televize
Vypínání analogového vysílání probíhalo od června 2011 do 11. listopadu 2011. Nejprve ukončila vysílání ČT1, následně i TV Prima.
| Vypnuto       | Stanice  | Kanál | Kmitočet   | Výkon (ERP) | Polarizace   |
| ------------- | -------- | ----- | ---------- | ----------- | ------------ |
| červen 2011   | ČT1      | 49    | 695,25 MHz | 100 kW      | horizontální |
| listopad 2011 | TV Prima | 60    | 783,25 MHz | -           | horizontální |

### Digitální vysílání DVB-T
Vypínání probíhalo od 31. března 2020 do 4. května 2020.
|       | Multipex    | Kanál | Kmitočet | Výkon (ERP) | Polarizace   |
| ----- | ----------- | ----- | -------- | ----------- | ------------ |
| DVB-T | Multiplex 1 | 29    | 538 MHz  | 0,1 kW      | horizontální |
| DVB-T | Multiplex 2 | 40    | 626 MHz  | 0,1 kW      | horizontální |